# Toni Helbig
Toni Helbig (1982) es un deportista alemán que compitió en natación, especialista en el estilo espalda.
Ganó una medalla de bronce en el Campeonato Mundial de Natación en Piscina Corta de 2002 y una medalla de bronce en el Campeonato Europeo de Natación en Piscina Corta de 2003.

## Palmarés internacional
| Campeonato Mundial en Piscina Corta | Campeonato Mundial en Piscina Corta | Campeonato Mundial en Piscina Corta | Campeonato Mundial en Piscina Corta |
| Año                                 | Lugar                               | Medalla                             | Prueba                              |
| ----------------------------------- | ----------------------------------- | ----------------------------------- | ----------------------------------- |
| 2002                                | Moscú (Rusia)                       | Medalla de bronce                   | 50 m espalda                        |
| Campeonato Europeo en Piscina Corta |                                     |                                     |                                     |
| Año                                 | Lugar                               | Medalla                             | Prueba                              |
| 2003                                | Dublín (Irlanda)                    | Medalla de bronce                   | 50 m espalda                        |